# Fährverbindung Brunsbüttel–Cuxhaven

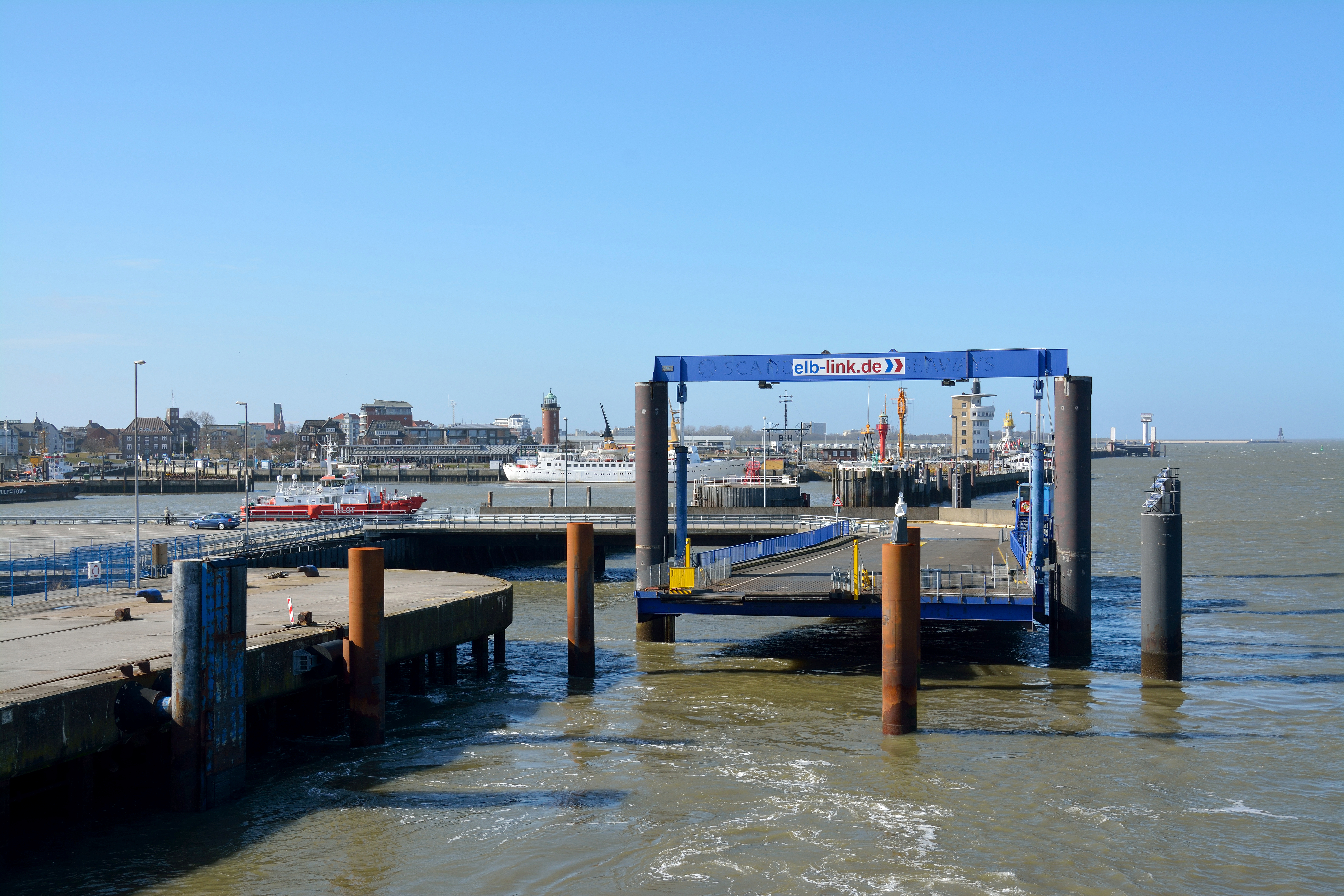
Fähranleger in Cuxhaven

Die Fährroute Brunsbüttel–Cuxhaven verbindet Dithmarschen mit dem Elbe-Weser-Dreieck über die Unterelbe unter Verwaltung diverser Reedereien, die aktuell (Stand September 2023) nicht bedient wird. Wie die weiter elbaufwärts verkehrende Elbfähre Glückstadt–Wischhafen verbindet sie die norddeutschen Länder Schleswig-Holstein und Niedersachsen.

## Geschichte
Im 18. Jahrhundert boten Lotsenboote eine unregelmäßige Verbindung zwischen Brunsbüttel am Nordufer und Cuxhaven am Südufer der Elbe. Der erste eigenständige Fährverkehr wurde am 26. Februar 1904 durch die Norddeutsche Dampfschiffahrts-Gesellschaft eingerichtet. Nach wenigen Monaten ging das Unternehmen in Konkurs. Am 3. April 1908 nahm die Cuxhaven-Brunsbüttel-Dampfer AG den Betrieb auf, die durch Einzug der Schiffe zur Kaiserlichen Marine zu Beginn der Ersten Weltkriegs endete. Der Cuxhavenerin Greten Handorf gelang es 1919, eine neue Linie aufzubauen. Am 1. Oktober 1938 übernahm der Hapag-Seebäderdienst die Linie. Später folgte die Greifen-Reederei Brunsbüttel und in den 1960er Jahren die Fährschiff Seelotse GmbH am Brunsbüttelhöft mit den Motorschiffen Niedersachsen für bis zu 300 Personen und 30–32 Kfz und Wiking für bis zu 200 Personen und 14–16 Kfz auf dem sogenannten Wiking-Weg. Von Juli bis September wurden jeweils vier Abfahrten von den beiden Fähranlegern angeboten, von Oktober bis Juni waren es jeweils drei Anfahrten. Als Fahrtdauer für die etwa 30 km lange Reise wurden etwa 1½ Stunden angegeben. Die Überfahrt für eine Person kostete 5 DM, hin und zurück 7,50 DM, Kinder (4–14 Jahre) die Hälfte. Die Mitnahme eines Fahrrades kostete 1 DM, eines Mopeds 1,50 DM, eines Motorrads 2 DM, mit Beiwagen 4 DM, für Pkw wurden gestaffelte Preise je nach Gewicht von 5,50 DM bis 11 DM verlangt, für Wohnwagen ebenfalls 11 DM.

### Späte 1960er bis frühe 1980er Jahre: HADAG

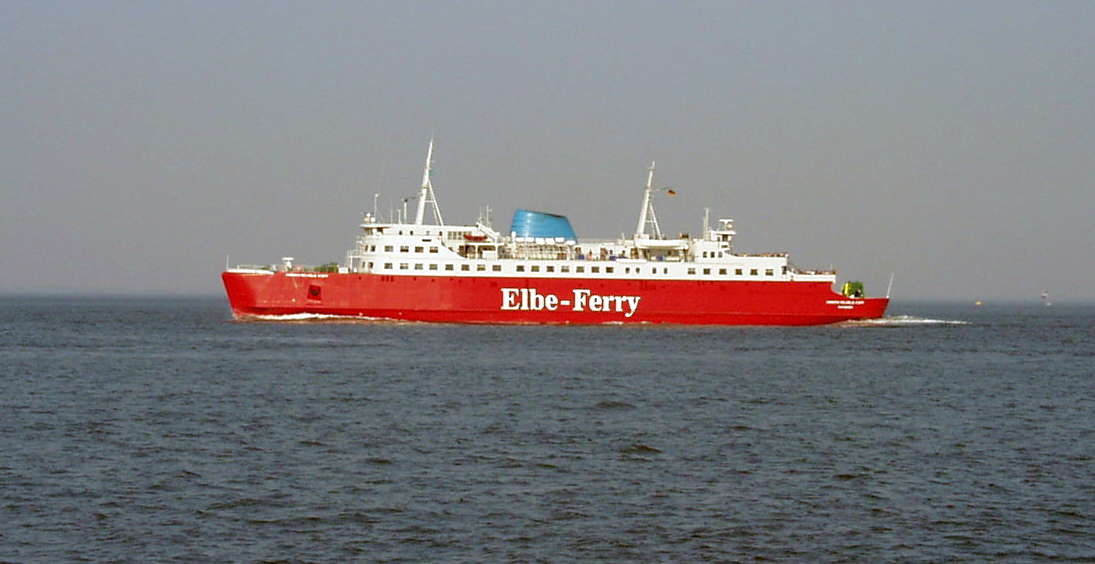
Die Hinrich Wilhelm Kopf aus dem Jahr 1964 bei Cuxhaven 1999

Vom 1. Mai 1969 bis zum 1. Juli 1981 wurde die Elbefähre Cuxhaven–Brunsbüttel mit den zwei neuen grün/weißen Fährschiffen Niedersachsen und Schleswig-Holstein betrieben, für die neue Verladeanlagen in Cuxhaven und Brunsbüttel installiert wurden. Die Reederei war zunächst die Reederei & Schiffahrts GmbH Grüne Küstenstraße, Brunsbüttel. Ab dem 1. Mai 1974 wurde diese Fährlinie durch die HADAG bereedert.

### Um die Jahrtausendwende: E.H. Harms
1999 versuchte der Bremer Reeder Egon Herbert Harms, die Verbindung mit drei Fähren zu betreiben. Die Schiffe erhielten die Namen Hinrich-Wilhelm Kopf, Jochen Steffen und Wilhelm Kaisen. Die Verbindung musste nach zwei Jahren wegen mangelnder Wirtschaftlichkeit eingestellt werden.

### Nach der Jahrtausendwende

#### Elb-Link Reederei (2015–2017)

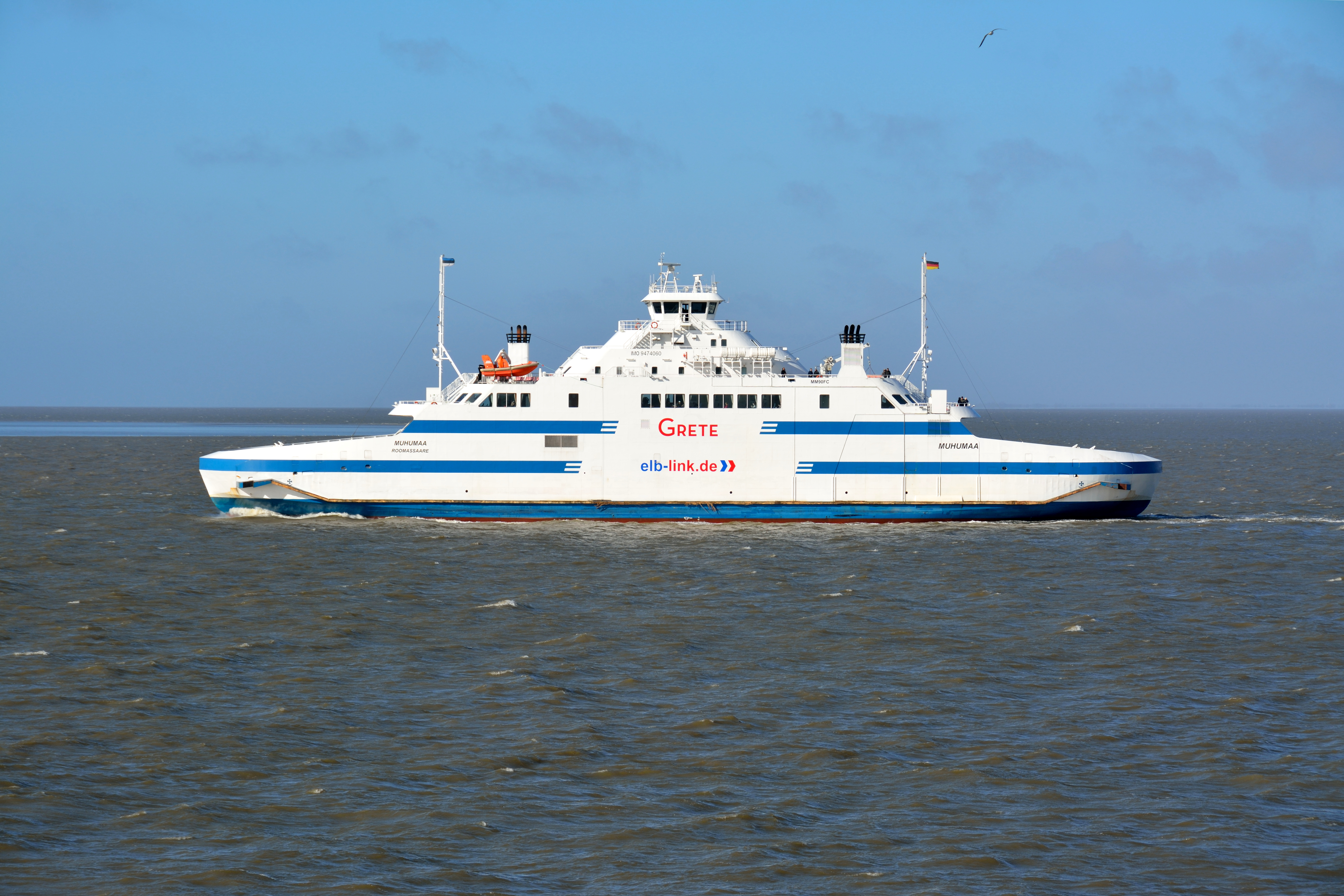
Die Fähre Grete der Elb-Link Reederei

Ab dem 20. August 2015 betrieb die Elb-Link Reederei mit zwei Doppelend-Fähren (Baujahr 2010) vom Typ MM90FC die Fährroute zwischen dem Steubenhöft in Cuxhaven und dem Fähranleger im westlichen Bereich von Brunsbüttel. Die beiden bei der norwegischen Werft Fiskerstrand BLRT AS gebauten, rund 98 m langen und 18 m breiten Fähren haben einen Tiefgang von 4 m. Sie sind mit 5233 BRZ vermessen, haben einen dieselelektrischen Antrieb und laufen bis zu 16 Knoten schnell. Für die 25 km lange Strecke brauchten sie 70 Minuten. Nach dem Herbst- und Winterfahrplan 2015/2016 fuhren sie bis zu neunmal täglich in beiden Richtungen.
Das Tochterunternehmen der estnischen Reederei Saaremaa Shipping Company taufte die zuvor in Estland eingesetzten Fährschiffe am 19. August 2015 in Cuxhaven auf den Namen Grete respektive in Brunsbüttel auf den Namen Anne-Marie um. Es war vorgesehen, ab 2017 ein weiteres Fährschiff auf der Route einzusetzen. In den ersten sechs Wochen (bis Ende September 2015) beförderten die Fähren 76.000 Passagiere, 15.600 Pkw, 877 Lkw, 800 Wohnmobile und 9500 Zweiräder.
Laut einem Bericht des Norddeutschen Rundfunks vom 5. August 2016 hatte der Fährbetreiber finanzielle Probleme. Es läge der Verdacht auf Insolvenzverschleppung vor, und mehrere Gläubiger hätten versucht, die Elb-Link-Reederei per Haftandrohung zur Offenlegung ihrer Vermögenssituation zu zwingen.
Anfang März 2017 wurde die Fährverbindung eingestellt, nachdem zuvor nur noch ein Fährschiff eingesetzt wurde. Die Reederei beantragte am 6. März die Eröffnung eines Insolvenzverfahrens.

#### Elb-Link Fährgesellschaft (2017)
Am 12. April 2017 wurde die Projektgesellschaft Elb-Link Fährgesellschaft mbH gegründet, um den Fährbetrieb am 22. Mai 2017 mit einer Fähre wieder aufzunehmen. Tatsächlich fuhr die erste Fähre am 25. Mai 2017.
Am 9. Oktober 2017 wurde der Betrieb erneut eingestellt, nachdem der Geschäftsführer der Betriebsgesellschaft in einer Pressemitteilung darauf hingewiesen hatte, dass ein Betrieb auf Dauer nicht ökonomisch darstellbar sei. In der Folge wurde bekannt, dass die Eigner-Gesellschaft des Fährschiffs eine weitere Nutzung der einzigen Fähre untersagt hatte, da es ab dem 30. September keinen gültigen Mietvertrag mehr gab. Die Schiffseigner erwarten von der Betreibergesellschaft ein tragfähiges Finanzangebot, das nicht gegeben werden könne. Die Betreibergesellschaft suchte nach finanzstarken Investoren und/oder öffentliche Förderung, für die die betroffenen Kreise und Städte allerdings keine Möglichkeit sahen. Am 27. November 2017 stellte die Betreibergesellschaft Insolvenzantrag. 2018 wurden die Fährschiffe nach Kanada verkauft.

#### Elbferry (2021)

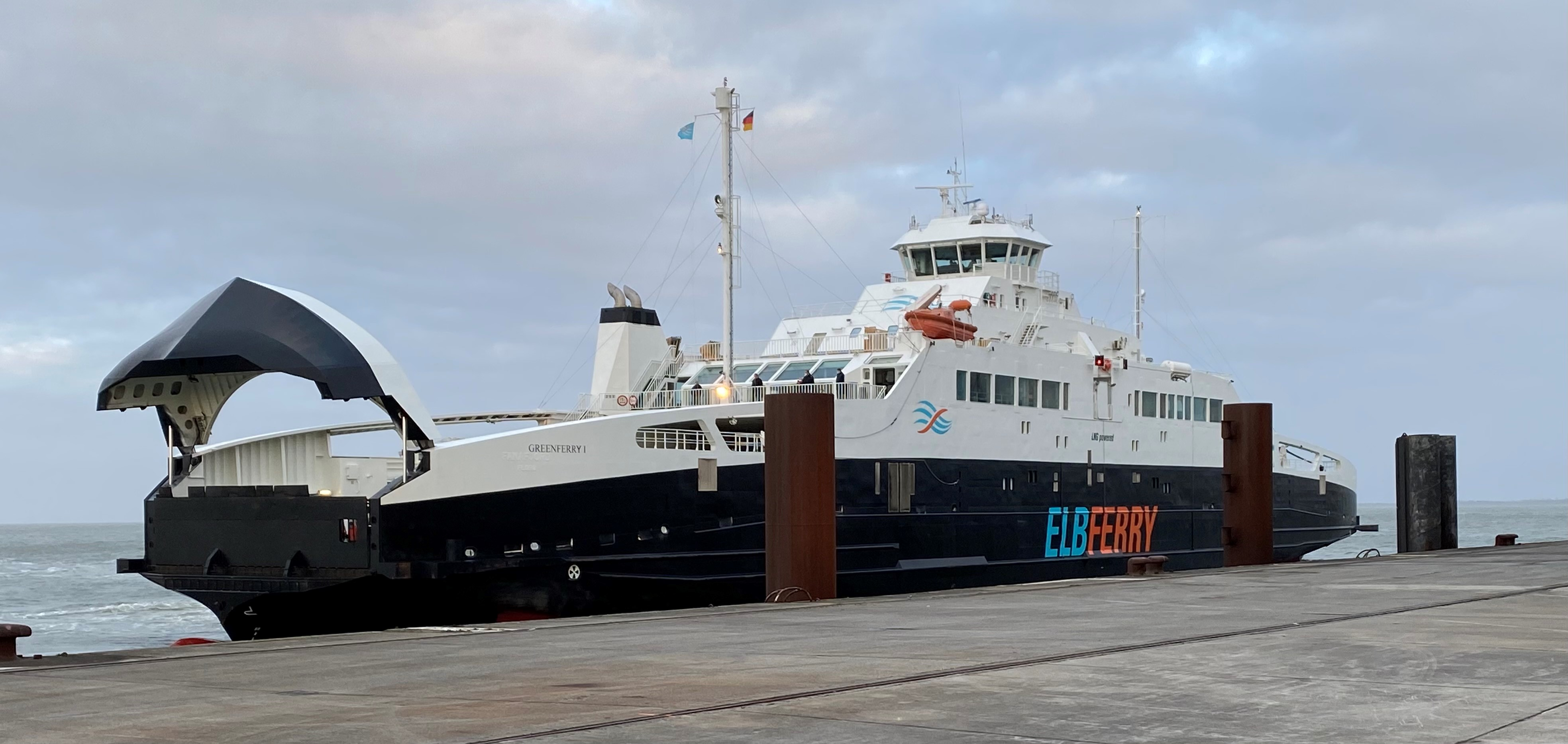
Die Elbfähre Greenferry I in Cuxhaven

Im Herbst 2018 kündigte das neu gegründete Unternehmen Elbferry GmbH & Co. KG eine Wiederaufnahme des Fährbetriebes im Frühjahr 2019 mit der aus Norwegen zu übernehmenden Doppelendfähre Fanafjord an. Nachdem dies zum genannten Termin nicht zustande gekommen war, wurde als neuer Termin für die Aufnahme der Verbindung März 2021 angegeben.
Am 1. März 2021 nahm die Elbferry GmbH & Co. KG den Verkehr zwischen Brunsbüttel und Cuxhaven mit der in Greenferry I umbenannten Fanafjord auf. Das Schiff war vor der Überführung nach Deutschland für die norwegische Reederei Fjord1 im Einsatz. Die mit Flüssigerdgas (LNG) angetriebene Greenferry I ist 130 Meter lang und bietet Platz für 212 Pkw oder 150 Pkw und 28 Lkw sowie für bis zu 600 Passagiere.
Die gut 17 Seemeilen lange Verbindung wurde im 3-Stunden-Takt bedient, die Überfahrt mit dem bis zu 21 Knoten schnellen Schiff dauerte eine Stunde.
Am 23. November 2021 gab die Betreibergesellschaft bekannt, dass sie insolvent sei. Am Vormittag des 15. Dezember 2021 stellte die Elbferry ihren Betrieb ein.
Im Spätsommer 2023 wurde das Schiff nach Kanada verkauft.